# Acronicta jaeschkei
Acronicta jaeschkei är en fjärilsart som beskrevs av Kujau 1917. Acronicta jaeschkei ingår i släktet Acronicta och familjen nattflyn. Inga underarter finns listade i Catalogue of Life.